# Francesco Marrai
Francesco Marrai (Pisa, 4 febbraio 1993) è un velista italiano.
Nel 2016 ha partecipato ai Giochi Olimpici di Rio de Janeiro, gareggiando sulla classe Laser Standard piazzandosi in dodicesima posizione. Il Circolo Nautico di Livorno è la sua prima società, nel 2013 si è arruolato nella Guardia di Finanza e fino al 2019 è stato effettivo nel gruppo sportivo delle Fiamme Gialle .

## Biografia
Nasce il 4 febbraio 1993 a Pisa. Il padre, Antonio Marrai  è stato Logistic service manager del team di Luna Rossa tra il 1998 e il 2015.
Prima di cominciare ad andare in barca Francesco giocava a Basket nella Libertas Livorno. Solo nel 1997 Francesco fa la sua prima esperienza in barca a vela, con il primo corso estivo nella scuola di vela Yacht Club Punta Ala. Nel 1998 lui e la sua famiglia si spostano in Nuova Zelanda per seguire il padre impegnato in Coppa America con Luna Rossa. In Nuova Zelanda Francesco fa esperienza ed impara a vivere questo sport facendo crescere la passione per il mare. Nell'estate del 2003, per il consiglio del padre, partecipa ad un corso di vela presso il circolo nautico di Livorno, dove inizia l'attività agonistica sull'optimist Marrai rimane su questa classe fino al 2008, quando inizia a navigare sul Laser 4.7. L'anno dopo comincia ad andare in Laser Radial.
Nel 2010 cambia nuovamente Classe e passa al Laser Standard con la quale diventa campione europeo under 19. Nello stesso anno vince il titolo mondiale sia under 20 che under 19 ad Hayling Island (GBR). Oltre al titolo mondiale e europeo diventa campione italiano 2010 sia assoluto che juniores.
A soli 23 anni Marrai si qualifica per rappresentare l'Italia alle Olimpiadi di Rio de Janeiro 2016. Allenatore Alp Alpagut.

## Palmarès
2018
16°         World Cup, Miami (USA)
2017
10°          World Cup, Gamagori (JPN)
2º Campionato Europeo, Barcellona (ESP)
9º Campionato Mondiale Spalato (CRO)
19°         Test Event, Egaa Havn, (DEN)
1°            Eurosaf "Kieler Woche" Kiel (GER)
1°            Regata Nazionale Italia Cup, Scarlino.
1°            Regata Naz. Italia Cup, Campione del G.
2°            World Cup, Hyeres (FRA)
1°            Regata Nazionale, Formia (ITA)
1°           Eurosaf trofeo Princesa Sofía- Palma de Majorca (ESP)
1º Campionato Italiano classi Olimpiche Ostia (ITA)
2016
1º Campionato Italiano classi Olimpiche Formia (ITA)
12°         Giochi olimpici, Rio 2016 (BRA)
5°           World Cup, Weymouth & Portland (GBR)
14º Campionato Mondiale, Vallarta (MEX)
1°           Regata Nazionale, Malcesine, Verona (ITA)
30°         World Cup, Hyeres (FRA)
12º Campionato Europeo Gran Canaria (ESP)
19°         World Cup, Miami (USA)
2015
10º Campionato Italiano, Napoli (ITA)
1° Aquece Rio Regata, Rio de Janeiro (BRA)
8º Campionato Europeo, Aarhus (DEN)
17º Campionato del mondo,  Kingston  (CAN)
14° World Cup, Weymouth  (GBR)
8° Eurosaf, Riva del Garda (TN)
20° World Cup, Hyeres (FRA)
8° Eurosaf, Palma de Majorca (ESP)
32° World Cup, Miami (USA)
2014
4°           World Cup, Abu Dhabi (UAE)
1º Campionato Italiano, Riva del Garda, Trento (ITA)
23º Campionato del mondo, Santander (ESP)
6° Rio 2016 Olympic Test Event, Rio de Janeiro (BRA)
4º Campionato Europeo, Spalato (CRO)
7° Eurosaf "Kieler Woche" Kiel (GER)
13° Eurosaf 1ª Tappa Torbole , Trento (ITA)
15° World Cup ISAF 2ª Tappa Miami (USA)
16° Trofeo Princesa Sofía, Palma di Maiorca (ESP)
26° World Cup ISAF Hyeres (FRA)
2013
1º Campionato Italiano Loano
2º Campionato Europeo under21 Lago di Balaton (HUN)
3º Campionato del Mondo under21 Lago di Balaton (HUN)
12° Eurosaf-Sail Week- V^ prova La Rochelle (FRA)
21º Campionato del Mondo Muscat (Omàn)
24° T. P. S. Palma di Maiorca (ESP)
26º Campionato Europeo Dublino (IRL)
40° World Cup - Sail Week 4ª prova Hyeres (FRA)